# Конюшівка
Коню́шівка — село в Україні, у Турбівській селищній громаді Вінницького району Вінницької області. Населення становить 57 осіб.

## Географія
У селі бере початок річка Безіменна, права притока Десни.

## Історія
Село виникло у XVIII столітті. Його засновником можна вважати Олександра Мацея, який на той час володів землями у Брицькому. Село стоїть на місті кінного заводу, адже магнат був великим знавцем і любителем коней. У 1795 р. тут уже жило 118 мешканців чоловічої статі і 106 – жіночої статі. Пізніше навколишні буйноцвіти використовувалися як «пасовищні місця Уланського його світлості герцога Нассауського полку».
У 80-х роках XIX ст. в селі нараховувалось 190 мешканців. Маєток був розділений між О. Гойжевським, К. Бржозовською і Г. Малиновською.
Станом на 1900 р. в Конюшівці в 81 дворі мешкало 305 жителів. Із 510 десятин землі 141 належала поміщикам Г.О. Гойжевському, Й.Ф. Мушинському, К.К. Тишкевичу і Б.Н. Гарлінському – предку матері відомого українського письменника Василя Земляка. В селі були школа грамоти, вітряний млин і пожежна частина з 2-х діжок.
Населення Конюшівки поступово зростало і в 20-х роках проживало вже 465 чол. в 121 дворі. Проте значної втрати населення село зазнало у роки Голодомору та репресій 1937 р.
21 липня 1941 р. в село вступили німецькі війська. Визволити село вдалось 13 березня 1944 р. завдяки воїнам 183 стрілецької дивізії 38 армії. У Конюшівці знаходиться братська могила, в якій поховано велику кількість солдатів-визволителів, серед яких відомі лише 17. У рідні домівки з фронту не повернулося 20 конюшівчан.
У післявоєнні часи жителям Конюшівки відмовлено у створені власного господарства, що призвело до занепаду села.
В 1923 році в селі народився письменник, лауреат державної літературної премії ім. Т. Шевченка Вацлав Сидорович Вацек, що відомий під псевдонімом Василь Земляк. У своєму романі «Лебедина зграя» описав рідне село під іменем Вавілон та Брицьке (Прицьке – у романі).
В селі діє підприємство з голландськими інвестиціями, що спеціалізується на вирощуванні картоплі.

## Населення

### Мова
Розподіл населення за рідною мовою за даними перепису 2001 року:
| Мова       | Кількість | Відсоток |
| ---------- | --------- | -------- |
| українська | 57        | 100%     |

## Відомі люди
- Земляк Василь Сидорович — український письменник.

## Галерея

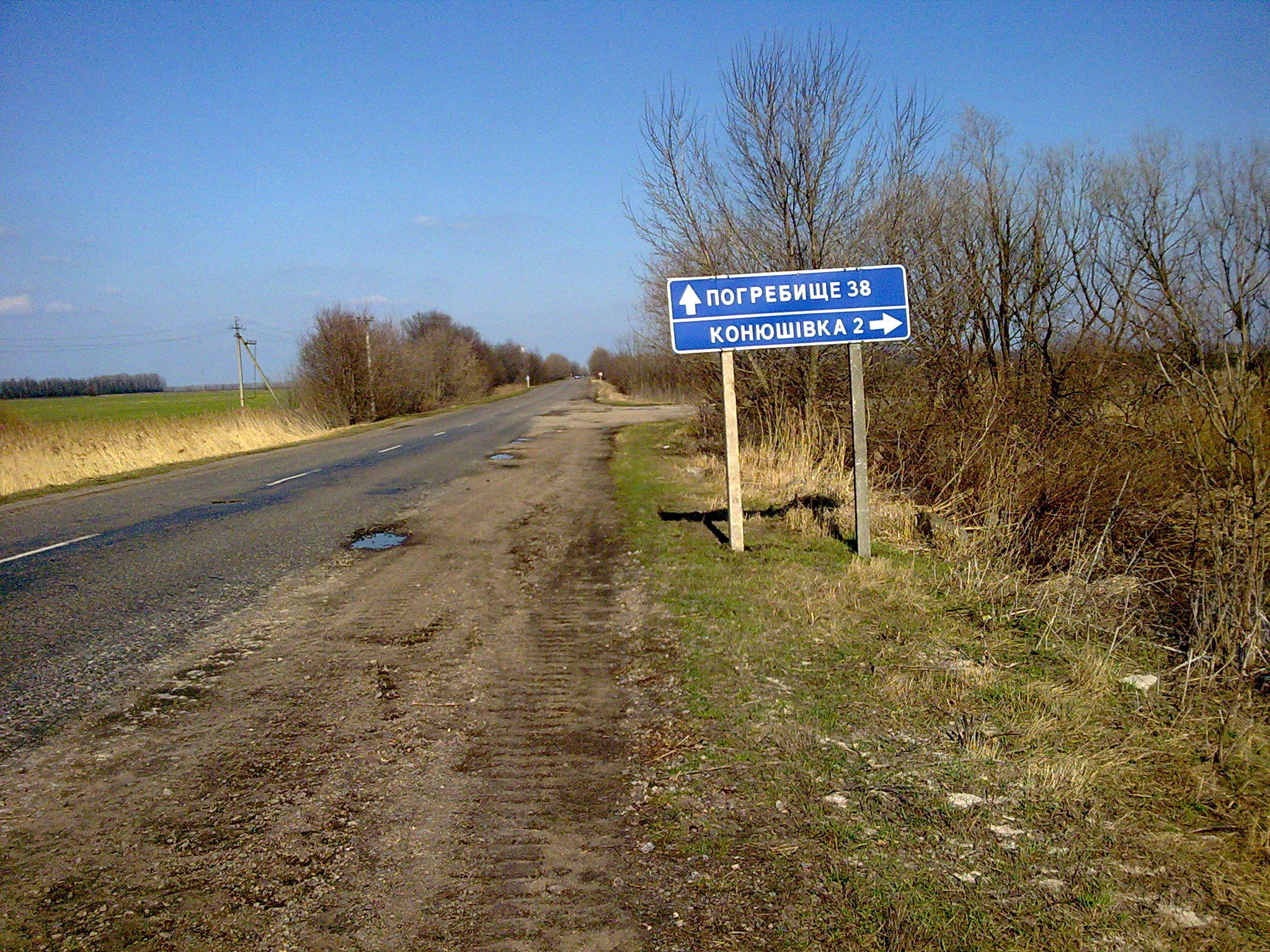
Поворот на Конюшівку з автодороги Турбів - Погребище
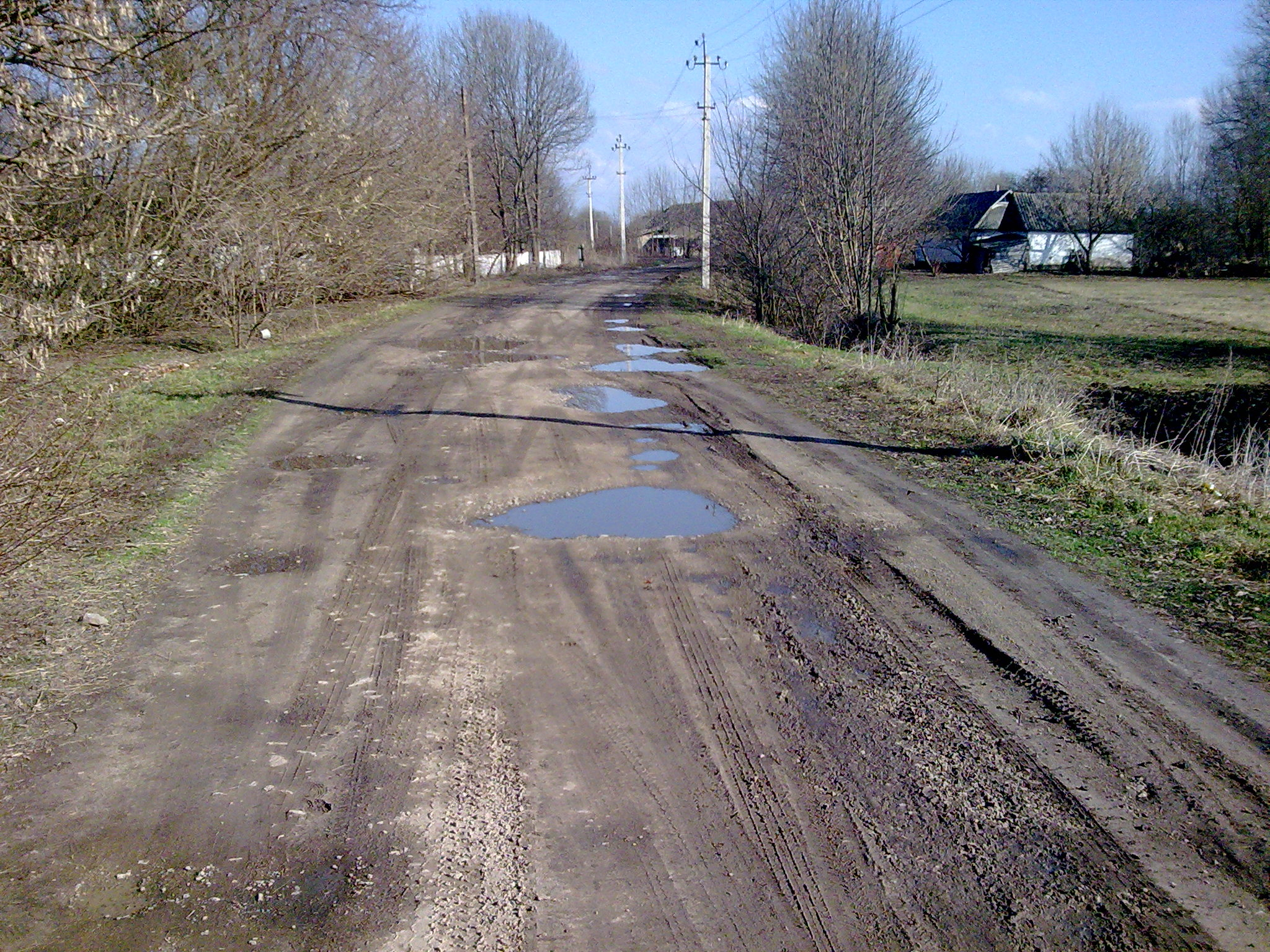
На початку села
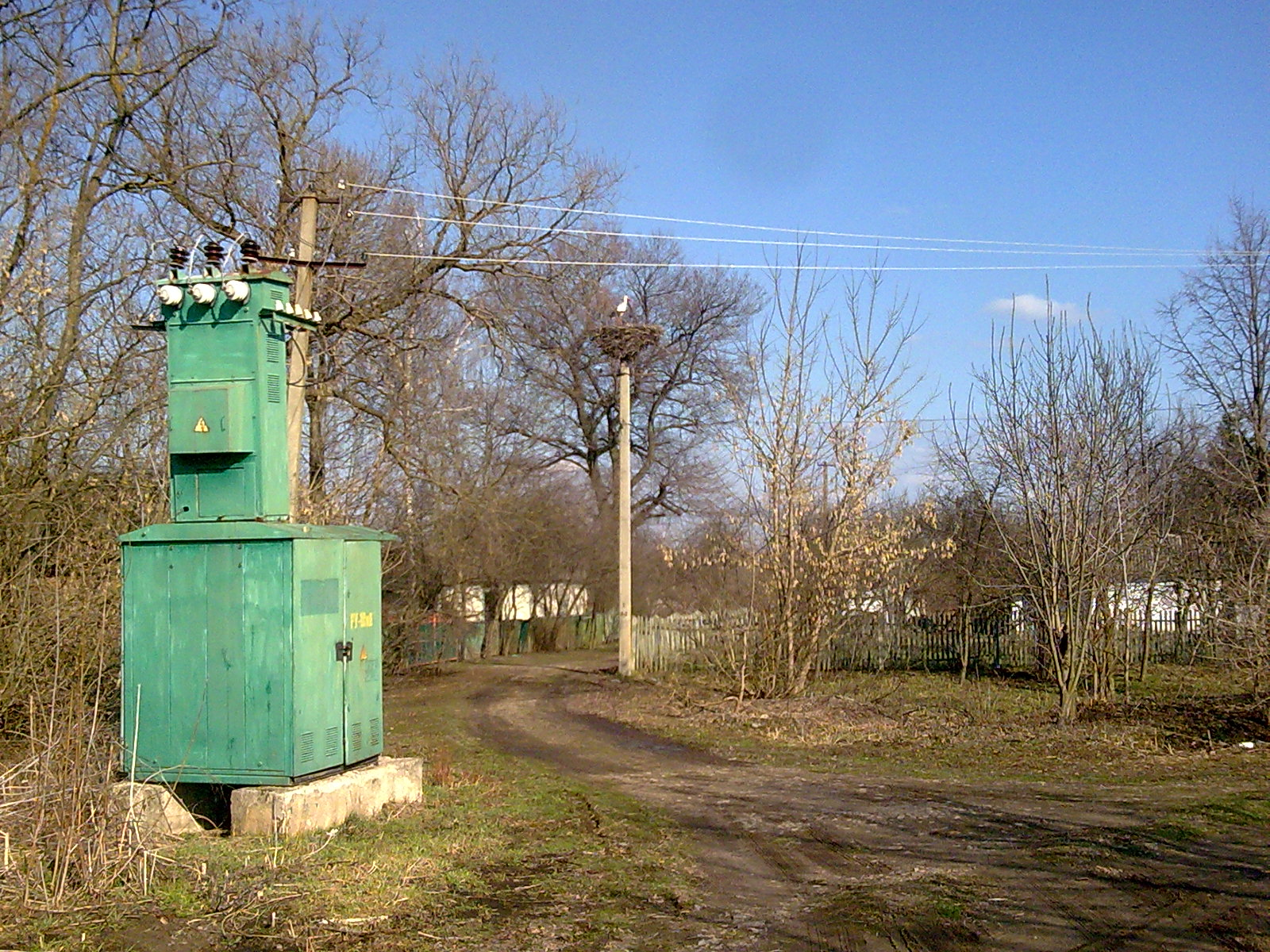
В центральній частині села
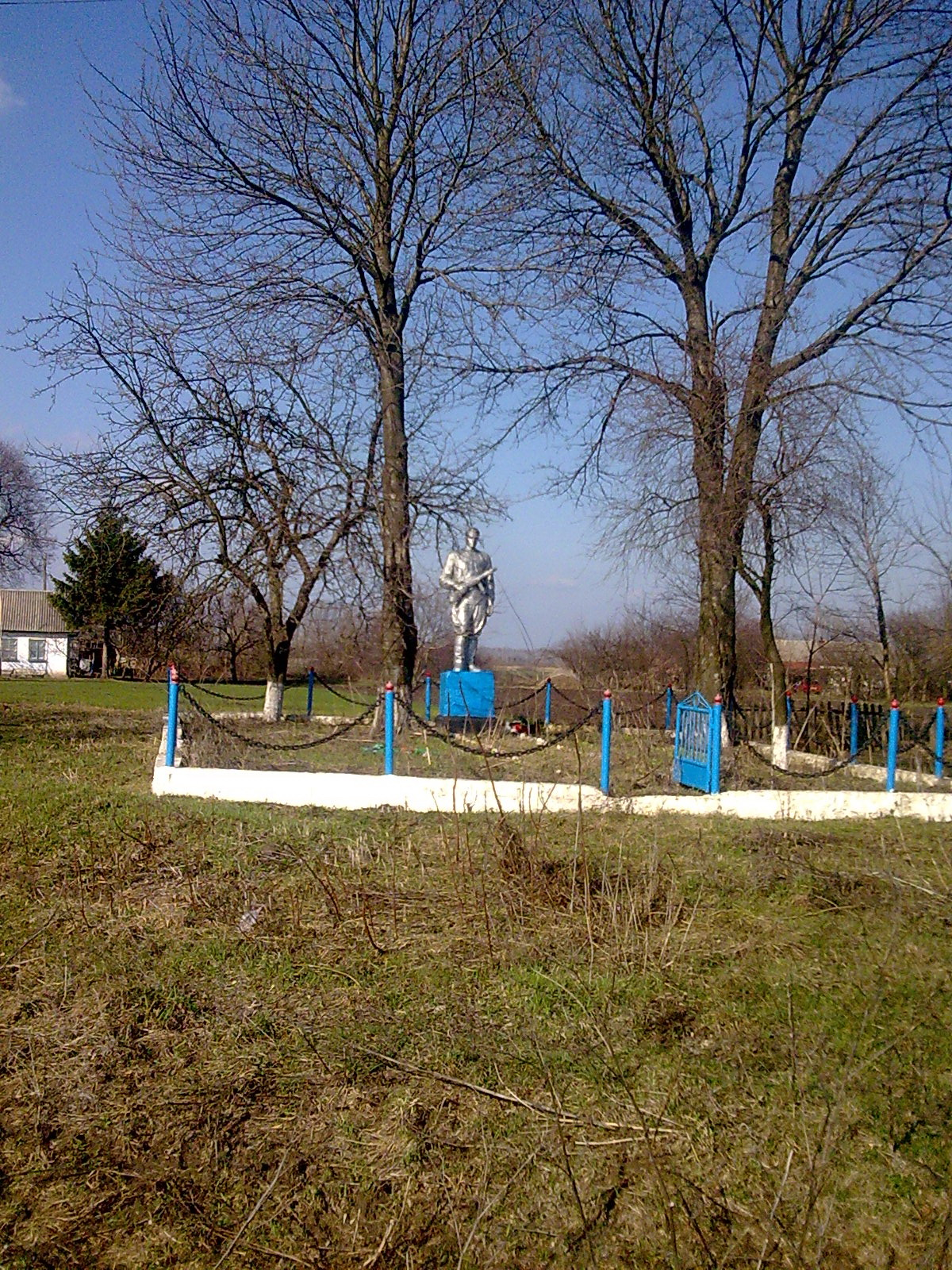
Пам'ятник невідомому солдату

.